# Nagy Pál (lelkész)
Alsó-szopori Nagy Pál (Tápióbicske (Pest megye), 1762. június 28. – Révkomárom, 1845. augusztus 11.) evangélikus lelkész.

## Élete
Tanult Tápióbicskén két, Bényén és Albertin három, Sopronban tíz, Jenában (1786-tól) három évig. Visszatérve Győrött szolgált a beteges lelkész mellett. 1791. március 9-én ugyanott rektor lett. 1793. december 6-án Révkomáromban szenteltetett fel és ott lelkészkedett haláláig. Az elnyomatásból éledő gyülekezetet új életre hozta; a deszkahajlék helyett, ahol addig hívei az istentiszteletet tartották, tisztességes templomot és iskolát építtetett, melyet 1798. január 14-én szenteltek fel. Öccsét, Nagy Andrást szülőföldjéről magával hozta Komáromba és neveltette, aki később tekintélyes kereskedő lett és megalapítója az ottani alsó-szopori Nagy családnak. 1794-ben az evangélikus iskolai tanításra nézve rendszabályokat dolgozott ki, melyeket a konvent megerősített; az 1822. évi földindulások által megrongált épületeket (templomot, paplakot és iskolát) helyreállíttatta; Döbrentei Gáborral levelezett.
Cikke a Tudományos Gyűjteményben (1823. XII. Érdeklet a nemzeti csinosodásról.) Egyházi beszédei kéziratban maradtak; naplójegyzeteket is hagyott hátra.